# Rognano
Rognano (lombardul: Rugnän) település Olaszországban, Lombardia régióban, Pavia megyében. Lakosainak száma 676 fő (2023. január 1.). Rognano Battuda, Trovo, Vellezzo Bellini, Vernate, Giussago és Casarile községekkel határos.

## Népesség
A település lakossága az elmúlt években az alábbi módon változott:
| Lakosok száma | 633  | 650  | 676  |
|               | 2017 | 2018 | 2023 |